# Mycterophora longipalpata
Mycterophora longipalpata är en fjärilsart som beskrevs av George Duryea Hulst 1896. Mycterophora longipalpata ingår i släktet Mycterophora och familjen nattflyn. Inga underarter finns listade i Catalogue of Life.